# تپه صوفی
تپه صوفی در ۷۰۰ متری شمال گیلانغرب، ۴۰۰ متری جنوب غربی شهرک صنعتی واقع شده و این اثر در تاریخ ۲۷ اسفند ۱۳۸۶ با شمارهٔ ثبت ۲۲۴۳۸ به‌عنوان یکی از آثار ملی ایران به ثبت رسیده است.